# Benny Kerstens
Benny Kerstens (Raamsdonk, 27 juni 1983) is een Nederlandse voetballer.
Kerstens begon met voetballen bij de amateurclub Right 'Oh. Op elfjarige leeftijd werd hij gescout voor NAC en doorliep hij de jeugdopleiding van de club. In november 2003 maakte hij zijn debuut in het eerste elftal, thuis tegen AZ (2-1 verlies). Dat seizoen kwam hij negentien keer in actie voor de Bredase club. Ook mocht hij meespelen in Jong Oranje.
In de daaropvolgende jaren lukte het Kerstens niet om door te breken in het eerste elftal van NAC. Daarom kreeg hij in maart 2006 te horen dat zijn aflopende contract niet meer verlengd zou worden. Na een korte zoektocht verdiende hij een contract bij RBC Roosendaal.
Kerstens speelde in drie seizoenen 37 wedstrijden voor NAC, waarin hij niet scoorde. Zijn laatste duel speelde hij op 14 januari 2006, een met 0-4 verloren thuiswedstrijd tegen Roda JC. Hij werd in dat duel na 27 minuten gewisseld voor Aykut Demir. Kerstens ging in 2010 naar toenmalig topklasser VV Baronie.
| seizoen | club           | land      | competitie     | wed. | goals |
| ------- | -------------- | --------- | -------------- | ---- | ----- |
| 2003/04 | NAC Breda      | Nederland | Eredivisie     | 19   | 0     |
| 2004/05 | NAC Breda      | Nederland | Eredivisie     | 11   | 0     |
| 2005/06 | NAC Breda      | Nederland | Eredivisie     | 7    | 0     |
| 2006/07 | RBC Roosendaal | Nederland | Eerste divisie | 13   | 0     |
| 2007/08 | RBC Roosendaal | Nederland | Eerste divisie | 35   | 1     |
| 2008/09 | RBC Roosendaal | Nederland | Eerste divisie | 33   | 0     |
| 2009/10 | FC Den Bosch   | Nederland | Eerste divisie | 8    | 0     |